# قريضة حورية الأوراق
القريضة حورية الأوراق نوع نباتي يتبع جنس القريضة من الفصيلة القريضية (باللاتينية: Cistaceae).

## الموئل والانتشار
موطن هذا النبات مناطق غرب حوض البحر الأبيض المتوسط في المغرب العربي وإسبانيا.

## الوصف النباتي
أوراقها تشبه أوراق شجر الحور. الزهرة بيضاء.

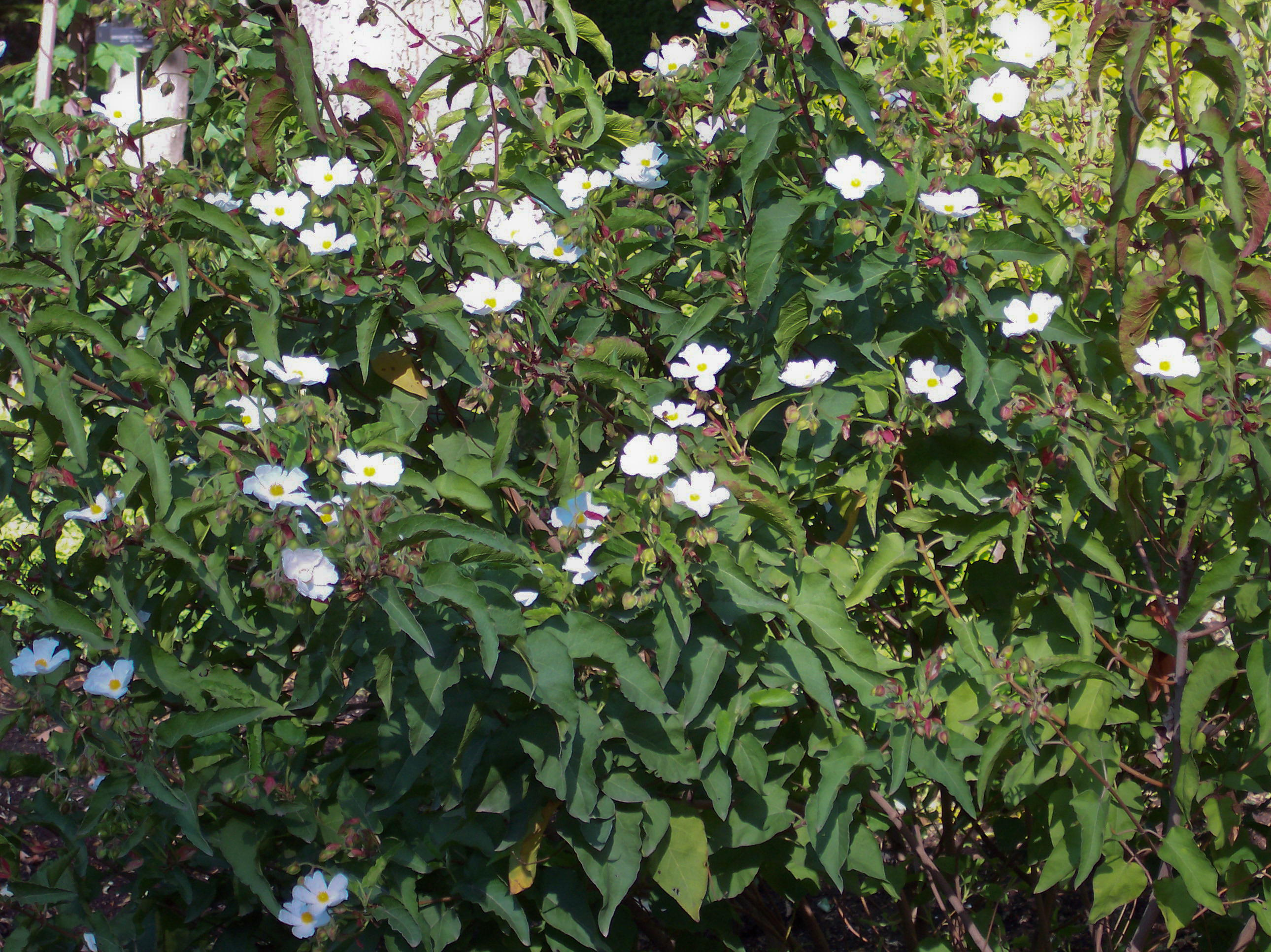
نباتات القريضة حورية الأوراق